# Caecidotea bilineata
Caecidotea bilineata is een pissebed uit de familie Asellidae. De wetenschappelijke naam van de soort is voor het eerst geldig gepubliceerd in 1996 door Lewis & Bowman.